# بيتر فرادكوف
بيتر ميخائيلوفيتش فرادكوف (بالروسية: Пётр Михайлович Фрадков)، من مواليد 1978، هو اقتصادي ومصرفي روسي، يشغل منصب رئيس مجلس الإدارة والرئيس التنفيذي لبنك برومسفيازبنك والمدير العام لمركز التصدير الروسي.

## عقوبات
فرضت وزارة الخزانة الأمريكية عقوبات اقتصادية شخصية على بيتر فرادكوف ردًا على الإجراءات التي اتخذها بنك برومسفيازبانك في منطقتي دونيتسك ولوهانسك، حيث يشغل منصب رئيس مجلس الإدارة والرئيس التنفيذي.
في 28 فبراير 2022، فيما يتعلق بالغزو الروسي لأوكرانيا عام 2022، أدرجه الاتحاد الأوروبي في القائمة السوداء، وفرض حظر سفر على مستوى الاتحاد الأوروبي وتجميد جميع أصوله.
وقد فرضت عليه كندا عقوبات بموجب قانون التدابير الاقتصادية الخاصة (قانون الإجراءات الاقتصادية الخاصة لعام 1992، الفصل 17) فيما يتعلق بالغزو الروسي لأوكرانيا بسبب الانتهاك الجسيم للسلام والأمن الدوليين. ومن قبل حكومة المملكة المتحدة في عام 2022 فيما يتعلق بالحرب الروسية الأوكرانية.